# ماساتو كوجيما
ماساتو كوجيما (باليابانية: 小島 幹敏) (مواليد 17 سبتمبر 1996)، هو لاعب كرة قدم ياباني سابق كان يلعب كلاعب وسط.

## وصلات خارجية
- ماساتو كوجيما على موقع رابطة كرة القدم اليابانية للمحترفين (اليابانية)
- ماساتو كوجيما على موقع قاعدة بيانات كرة القدم.إي يو (الإنجليزية)
- ماساتو كوجيما على موقع Soccerway.com (الإنجليزية)
- ماساتو كوجيما على موقع عالم كرة القدم.نت (الإنجليزية)